# Участие студентов из КНДР в Венгерском восстании 1956 года
По оценкам венгерских историков, в период с 1950 по 1957 год в Венгрии находилось около тысячи граждан КНДР, в основном сирот и студентов. В Будапеште действовали школа имени Ким Ир Сена и детский дом имени Пак Чжон-э. 11 июня 1956 года Ким Ир Сен посетил Будапешт во главе правительственной делегации КНДР.
В водоворот событий осени 1956 года в Венгрии оказались вовлечены около 200 северокорейских студентов. Среди них было много ветеранов Корейской войны, которые обучали венгерских студентов, не имевших боевого опыта, навыкам обращения с оружием. Несколько студентов-медиков работали в районных больницах и помогали раненым — как венгерским повстанцам, так и советским военнослужащим.
Некоторые северокорейцы сами участвовали в боях, главным образом на улицах Будапешта и Веспрема. Несмотря на слухи о том, что некоторые студенты из КНДР погибли в бою, на сегодняшний день это не подтверждено.
После поражения восстания органы госбезопасности СССР и ВНР собрали северокорейских студентов (их было легко отличить по внешнему виду) и в декабре 1956 года отправили обратно в КНДР.
Как утверждает автор книги «От Северной Кореи до Будапешта. Северокорейские студенты во время Венгерской революции 1956 года» венгерский востоковед Мозес Чома, ни один из северокорейских студентов не питал антисоветских чувств, которые заставляли их взяться за оружие. Большинство из них просто хотели помочь своим друзьям и однокурсникам. Разногласия между самими северокорейцами, безусловно, имели место, поскольку некоторые были недовольны нестабильной ситуацией, в которой они оказались, и испытали облегчение, когда им было приказано вернуться на родину.
Вероятно, ни советские, ни северокорейские власти не имели подробной информации об участии северокорейцев в восстании.
Один из северокорейских студентов, учившийся в Университете имени Лайоша Кошута в Дебрецене, решил остаться в Венгрии и женился на венгерской девушке. По сведениям газеты «Magyar Nemzet», посольство КНДР «беспощадно преследовало» эту пару, которая сопротивлялась давлению. По состоянию на май 2017 года супруги продолжали жить в Венгрии. У них двое взрослых детей.
По данным американского журналиста Барри Фарбера, четверо северокорейцев бежали в Югославию, ещё четыре — в Австрию.
Один из них, Чан Ги Хон, получил статус беженца в США и стал первым в истории северокорейцем, натурализовавшимся в США и получившим американское гражданство. Сотрудники посольства США в Вене поначалу отказались помочь оформить Чан Ги Хону статус беженца, сославшись на то, что он не гражданин ВНР, квота на прием венгерских беженцев исчерпана, а КНДР находится в состоянии войны c США.
Акт об иммиграции и национальности 1952 года (Закон Маккарена-Уолтера) отменял квоты для иммигрантов по расовому признаку, но сохранял систему квот по странам. Также предусматривалась депортация и запрет на повторный въезд в США лиц, определённых как члены (в том числе бывшие) «подрывных» коммунистических организаций и других «тотальных групп».
Проблема Чан Ги Хона была решена только после вмешательства тележурналиста-республиканца Джона Рейгана Маккрэри-младшего (Tex McCrary) и (предположительно) конгрессмена-демократа Фрэнсиса Юджина Уолтера — соавтора Закона Маккарена-Уолтера, видного деятеля Демократической партии, члена Палаты представителей Конгресса США от штата Пенсильвания. Чан Ги Хон был доставлен из Австрии в США на одном из персональных самолётов президента Дуайта Эйзенхауэра — Коломбина II («Борт номер один», Air Force One) или Коломбина III («Борт номер два»). Первый северокореец, натурализовавшийся в США, получил стипендию в Сиракузском университете, который окончил с отличием, стал архитектором и миллионером.
Соседом Чан Ги Хона (или его полного тезки) по комнате в общежитии в Будапеште был Дьюла Вараляй, студент Технического университета, активист студенческой ассоциации MEFESZ. В 1957 году он познакомился в Бостоне со Збигневом Бжезинским и поддерживал с ним дружеские отношения до самой его смерти в 2017 году. В 1959 году Бжезинский и Вараляй посещали VII Всемирный фестиваль молодёжи и студентов в Вене.
В 2018 году Дьюла Вараляй рассказал в интервью корреспонденту венгерского англоязычного портала «Hungary Today» Тому Сигети, что 3 ноября 1956 года (когда советские войска уже готовились штурмовать Будапешт) к ним в общежитие заходил некий Стюарт Келлог — американский студент, учившийся в Бонне. Он пришел с железнодорожной станции Келенфёльд на улице Барток Бела. Вараляй тогда не знал английского языка и говорил с Келлогом по-немецки. В ходе беседы неожиданно выяснилось, что Чан Ги Хон и Стюарт Келлог оба участвовали в Корейской войне, хотя и по разные стороны. Оба ветерана поделились друг с другом своими воспоминаниями.
Студенты, жившие в общежитии, состояли в национальной гвардии, были вооружены автоматами и готовились к бою с советскими войсками. По совету своих новых знакомых Стюарт Келлог вовремя перешёл по Мосту Свободы, в то время ещё открытому для пешеходов, в безопасное место — посольство США. Больше Дьюла Вараляй никогда ничего не слышал о загадочном американце и не видел его снова.